# Lucienne Berthon
Pour les articles homonymes, voir Berthon.
Lucienne Berthon, née le 17 avril 1926 à Paris et morte dans cette même ville le 30 juillet 2012, est une artiste peintre et réalisatrice de films d'animation française. Elle a, dans les années 1950, signé des toiles du pseudonyme de « Boska ».

## Biographie
Lucienne Berthon remporte à l'âge de seize ans un prix de dessin de la ville de Paris. Élève de l'Académie de la Grande Chaumière avant de fréquenter les ateliers d'André Lhote et de Fernand Léger, c'est sur l'invitation d'Auguste Herbin que débutent en 1951 ses envois au Salon des réalités nouvelles, qu'elle signera un temps (on la situe alors dans l'entourage de Félix Del Marle) du pseudonyme de « Boska ».
Elle intègre l'une des premières équipes françaises d'animation dirigée par Albert Dubout, collaborant ainsi en 1947 pour les Productions du Cygne au court-métrage Anatole fait du camping, puis fonde en 1955 sa propre maison de production, les Films Berthon, dont la réalisation la plus connue demeurera en 1965 le générique et la scène finale (une voiture volante écrivant le mot Fin dans le ciel) du film d'André Hunebelle Fantômas se déchaîne. Lucienne Berthon crée en tout une cinquantaine de films dessinés à la main (comme De Noé à Zoé, co-réalisé avec Jean Mutschler en 1960 ou Au suivant en 1969) jusqu'à ce que l'animation assistée par ordinateur n'ait raison de cette vocation et qu'elle ne revienne exclusivement à la peinture. Elle vécut au 211, avenue Charles-de-Gaulle à Neuilly-sur-Seine.

« Surréaliste et fantastique tout à la fois, a-t-on dit, son œuvre qu'elle a elle-même baptisée Berthonie est un univers de roches, dans un monde en pleine formation. »

— Article du Télégramme

## Expositions

### Expositions personnelles
- Galerie du Passe-partout, Saint-Brieuc, novembre-décembre 2009[3].
- Millon, commissaires-priseurs (Cécile Ritzenthaler, expert), vente de l'atelier Lucienne Berthon, salle V.V., 3, rue Rossini, Paris, 15 avril 2015[4].

### Expositions collectives
- Salon des réalités nouvelles, à partir de 1951[2].
- 27e Grand salon de peinture de Bretagne, espace André-Jacq, Carantec, décembre 2006[5].
- Salon de la Société nationale des beaux-arts, Paris, novembre 2008, La mémoire de la pierre, huile sur toile[6].
- 12e Salon de Saint-Marcel (Indre); octobre 2015[7].
- Participations non datées : festivals internationaux d'art contemporain, Luxembourg, Osaka[2].

## Citations

### Dits de Lucienne Berthon
- « Mon approche de la peinture est intuitive et libre. Elle n'a ni programme ni projets particuliers. Chaque toile est une nouvelle aventure, un nouveau cheminement. Vivre la peinture comme une pratique expérimentale. Risquer l'échappée belle dans le monde dit du deçà pour réveiller la présence. Savoir se laisser surprendre, approcher quelque chose, arrêter le temps d'une griffure, d'un accident sur la toile, s'abandonner à l'ivresse de la trace, du trait, à l'infini du signe. Seule compte la peinture, la bonne toile est tellement le résultat de mille hasards. Une question de circonstance, d'instant, de rencontres. Elle dépend aussi de la température de l'air, du mélange de l'eau et des pigments, de l'usure des brosses et des pinceaux. Un seul but : appréhender la présence de soi au monde. L'abstraction a cette capacité de faire entrevoir dans l'instant des danses intérieures loin de la réprésentation. » - Lucienne Berthon[8]

### Réception critique
- « Sa peinture se caractérise par un style « informel poétique » où l'abstraction ouvre les voies de l'imaginaire. » - Dictionnaire Bénézit[2]

## Prix et distinctions
- Grand Prix Rubens, Anvers, 1982[2].